# آندری یاتسنکو (دوچرخه‌سوار)
آندری یاتسنکو (انگلیسی: Andriy Yatsenko؛ زادهٔ ۷ مهٔ ۱۹۷۳) دوچرخه‌سوار اهل اوکراین است. وی همچنین از دوچرخه‌سواران بازی‌های المپیک تابستانی ۱۹۹۶ بوده‌است.